# Aizecourt-le-Haut

Aizecourt-le-Haut este o comună în departamentul Somme, Franța. În 1 ianuarie 2022 avea o populație de 67 de locuitori.